# La Casa Nova de Plantalamor
La Casa Nova de Plantalamor és una masia al NO del nucli de Santa Eugènia de Berga (Osona) que forma part de l'Inventari del Patrimoni Arquitectònic de Catalunya. Masia la història de la qual va lligada al mas Plantalamor. El trobem registrat al nomenclàtor de la província amb les inicials ACL. La casa nova de Plantalamor fou una masoveria del mas del mateix nom. En un llistat de masies del segle xviii de la parròquia de Santa Eugènia de Berga consta com a masia moderna.

## Arquitectura
És una masia de planta basilical situada a dalt d'un terrer. Té la façana orientada a migdia. A ponent hi ha adossat un porxo de planta i primer pis. A llevant hi ha un altre cos de planta baixa. La façana presenta un portal de grosses dovelles i dues finestres a la planta, tres finestres amb ampits motllurats al primer pis i una al cos central que correspon a les golfes. La finestra de sobre la porta havia estat inicialment un portal o obertura de balcó, enriquida tardanament.
A ponent hi ha una finestreta a les golfes i una obertura del porxo al primer pis. Al nord s'hi obren tres finestres i a l'est dues al primer pis i una a les golfes.
La façana està arrebossada i pintada i els elements de ressalt són de pedra picada, recuperats en una restauració a la dècada de 1990.